# Drasa
Drasa là một chi bọ cánh cứng trong họ Chrysomelidae.
Chi này được miêu tả khoa học năm 1941 bởi Bryant.

## Các loài
Các loài trong chi này gồm:
- Drasa tetraspilota (Baly, 1865)
- Drasa tibialis (Bryant, 1941)
- Drasa viridipennis (Allard, 1890)